# Чухурюрд
Чухурюрд (ранее Чухур-Юрт; азерб. Çuxuryurd) — село в Шемахинском районе Азербайджана, расположенное к юго-востоку от Пиргулинского заповедника, у истоков реки Селибасан, на высоте около 1060 м над уровнем моря, в 7 км к северу от города Шемахы.

## История
Согласно архивным материалам и летописям, хранящимся у старожилов села, Чухурюрд возник в 1841 году на месте бывшего урочища с одноимённым названием. Основали село сектанты-молокане, высланные царской администрацией с побережья Дона (Ново-Черкасский уезд, станица Николаевка). По преданию, сначала переселенцам была выделена земля где-то у подножья Карабахских гор, где они не прижились вследствие неблагоприятного для них климата и откуда перебрались в местечко Топчи у реки Ах-Оха (ныне в Исмаиллинском районе). Второе поселение тоже оказалось недолговечным из-за отсутствия надежного источника пищевой воды. Вскоре переселенцы переселились в другие уезды Азербайджана, в том числе некоторые — в Шемахинский уезд, где и основали нынешнее село Чухурюрд.
Официально название Чухур-Юрт было одобрено в 1844 году Административным управлением Каспийской области, а позже одобрено Кавказским наместником Воронцовым. Само название Чухур-Юрт было выбрано на исторической встрече кавказцев и вновь прибывших молокан на территории гор Кавказа. В частности, со стороны кавказцев представителями были Имам Шамиль и Байсангур Беноевский. Власти хотели изменить название, однако старшины молокан отстояли название, так как уже договорились с представителями горцев, которые были известны своим благородством не только на Кавказе, но и в Российской Империи.
По данным Кавказского календаря 1910 года, в 1908 году в селе Чухур-Юрт Шемахинского уезда Бакинской губернии проживало 1154 человека, в основном русских.
Сегодня в Чухур-Юрте живут азербайджанцы, русские и лезгины-сунниты.

## Известные уроженцы
- Шевердяев, Николай Петрович (1922—1986) — Герой Советского Союза.
- Качаев, Самир Зиятин оглы (1994—2016) — азербайджанский скульптор.